# Panagiotis Fyssas
Panagiotis Fyssas (griechisch Παναγιώτης Φύσσας; * 12. Juni 1973 in Athen) ist ein ehemaliger griechischer Fußballspieler.

## Karriere
Fyssas begann seine Karriere bei den Jugendakademien von Panionios Athen. In der Saison 1990/91 debütierte er erstmals im Profikader der Herrenmannschaft. Nach sieben Jahren wechselte er im Sommer 1998 zu Panathinaikos Athen und somit ausgerechnet zu dem Verein, gegen den er nur wenige Wochen zuvor den Gewinn des griechischen Vereinspokals feiern konnte.
Bei Panathinaikos entwickelte sich der linke Verteidiger schnell zu einem Stammspieler und debütierte im Herbst 2000 auch erstmals in der Champions League. Auch in der griechischen Nationalmannschaft gelang ihm, dank seiner Leistungen, in dieser Phase der Durchbruch, der ihm auch dort in der Folgezeit einen Stammplatz garantierte. In seinen Folgejahren in Athen konnte er zwar sowohl in der heimischen Meisterschaft als auch international auf sich aufmerksam machen – ein Titel blieb ihm allerdings verwehrt. Im Januar 2004 wechselte Fyssas nach Portugal zu Benfica Lissabon, wo er nicht nur die nächsten 18 Monate bleiben, sondern auch die größten Erfolge seiner Karriere feiern sollte. Neben dem Pokalgewinn von 2004 und seiner ersten Meisterschaft 2005 schaffte es Fyssas sensationell mit Griechenland die Fußball-Europameisterschaft 2004 zu gewinnen.
Von 2005 bis 2007 spielte Fyssas beim schottischen Erstligisten Heart of Midlothian. Diese Entscheidung kam für viele überraschend, da Fyssas auch eine Reihe von Angeboten aus der englischen Premier League sowie der deutschen Bundesliga vorliegen hatte. Im Sommer 2007 wechselte Fyssas nach Griechenland zurück und beendete nach einer Saison bei Panathinaikos Athen seine aktive Karriere.

## Erfolge
- Griechischer Pokalsieger: 1998
- Portugiesischer Pokal: 2004
- Portugiesische Meisterschaft: 2005
- Schottischer Pokal: 2006
- Europameister: 2004

| Personendaten    | Personendaten               |
| ---------------- | --------------------------- |
| NAME             | Fyssas, Panagiotis          |
| ALTERNATIVNAMEN  | Φύσσας, Τάκης (griechisch)  |
| KURZBESCHREIBUNG | griechischer Fußballspieler |
| GEBURTSDATUM     | 12. Juni 1973               |
| GEBURTSORT       | Athen, Griechenland         |